# Mimoso do Sul
Mimoso do Sul este un oraș în unitatea federativă  Espírito Santo (ES) din Brazilia.